# 波氏美洲鱥
波氏美洲鱥（學名：Notropis potteri），為輻鰭魚綱鯉形目雅羅魚科的其中一種，分布於北美洲美國德克薩斯州、奧克拉荷馬州、阿肯色州和路易斯安那州的紅河、布拉索斯河、科羅拉多河流域，本魚呈長橢圓形且側扁，眼大、口近下位，體黃褐色，體側中央具有一銀色寬縱帶，尾鰭叉形，體長可達11公分，棲息沙石底質的中大型河川底中層水域，生活習性不明。